# David Brabham
David Brabham (Wimbledon, 5 september 1965) is een voormalig Australisch autocoureur. Hij maakte zijn Formule 1-debuut in 1990 bij Brabham en nam deel aan 30 Grands Prix waarvan hij er 24 mocht starten. Hij behaalde geen punten. Hij is de jongste zoon van voormalig Formule 1-kampioen Jack Brabham.
Hij deed aanvankelijk enkele andere sporten voordat hij op zeventienjarige leeftijd in de karting begon te rijden. Zijn professionele carrière begon in 1983 in de karting, waarin hij twee jaar bleef rijden. Hierop stapte hij over naar de toerwagens. Hierin reed hij één jaar waarna hij naar de Formule Ford 1600 ging en een jaar later alweer naar de Formula Atlantic.
In 1989 ging hij dan naar Europa om in de Britse Formule 3 te gaan rijden. Een jaar later reed hij al in de Formule 1 voor Brabham. In veertien races slaagde hij er slechts zes keer in om de wagen te kwalificeren. Hij werd dan ook vervangen aan het einde van het seizoen.
Hij ging in 1991 bij Tom Walkinshaw Racing rijden en won datzelfde jaar de 24 uur van Spa-Francorchamps met Nissan. David won ook de 24 uur van Daytona met Jaguar in 1992.
Hij kwam terug in de Formule 1 bij Simtek in 1994, het jaar waarin Roland Ratzenberger de dood vond in een Simtek in de Grand Prix van San Marino. Het jaar erna ging hij in de toerwagens rijden. Hij boekte hierin een aantal mooie resultaten. In de 24 uur van Le Mans 2006 behaalde hij een negende plaats. In 2007 en 2008 won hij de GT1 klasse van de 24 uren van Le Mans aan het stuur van een Aston Martin DBR9. In 2009 won hij de 24 uren van Le Mans met de Peugeot 908 HDi FAP.
De twee broers van David, Geoff en Gary bouwen ook aan een racecarrière.